# Lotus berthelotii
Lotus berthelotii, de nombre común pico de paloma, es una fabácea endémica de la isla de Tenerife.  

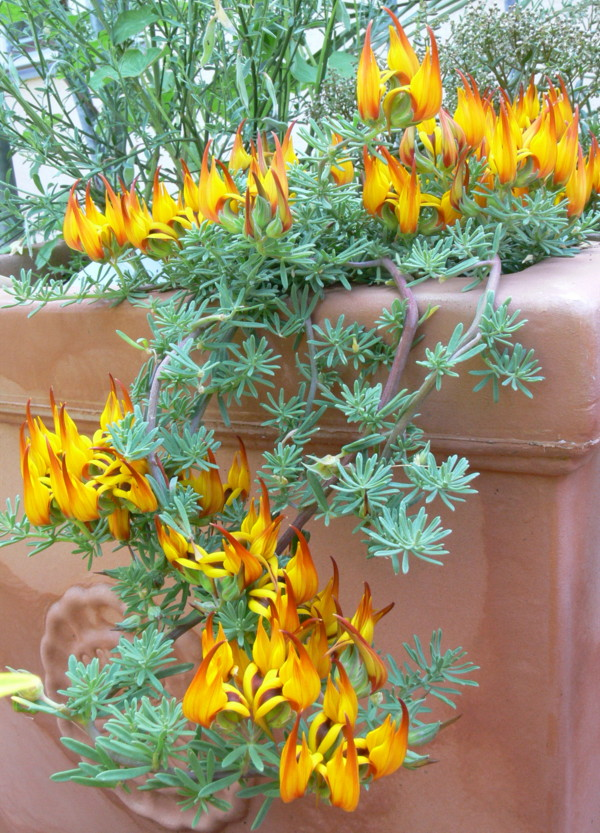
Variedad de flor naranja

## Descripción
Especie perenne herbácea de porte rastrero. Las hojas son sésiles, divididas en 3 a 5 folíolos lineares muy estrechos (1-2 cm de largo por 1 mm de ancho) y cubiertas por una densa pilosidad blanquecina que le da un aspecto plateado, de ahí que también se llame comúnmente hierba de plata. Las flores, que surgen en grupos de 2 a 6 en el ápice de los tallos, semejan a la del guisante (Pisum sativum), con pétalos agudos, alas lanceoladas y quilla terminada en forma de pico. Son de color naranja a rojo brillante.
Es de polinización entomófila.

## Distribución y hábitat
La especie se encuentra en grave peligro de extinción.

Se distribuye únicamente en la isla de Tenerife, en dos localidades: Granadilla y La Orotava. Habita en los pinares rocosos, entre especies como Pinus canariensis, Cistus symphytifolius, Echium virescens, Hypericum reflexum, Micromeria hyssopifolia.

## Usos
Se utiliza en jardinería como planta ornamental.

## Sinonimia
- Heinekenia berthelotii (Masf.) G.Kunkel
- Lotus berthelotii var. berthelotii
- Lotus berthelotii var. subglabratus Masf.
- Lotus peliorhynchus Hook.f.[3]